# 友第德割下何乐弗尼的头颅 (阿尔泰米西娅·真蒂莱斯基，佛罗伦萨)
友第德割下何乐弗尼的头颅（英语：Judith Slaying Holofernes）是阿尔泰米西娅·真蒂莱斯基的一幅1620–1621年的画作，现在收藏在佛罗伦萨的烏菲茲美術館。像现藏于那不勒斯的较早的版本一样，友第德被认为是其自画像。这种联系不仅源于她们共同的性别，还源于阿尔泰米西娅父亲的同事阿戈斯蒂诺·塔西给她带来的令人不安的经历。在阿尔泰米西娅年仅十七岁时，她的邻居—一位名叫图齐亚的老妇人—让塔西通过相邻的门进入阿尔泰米西娅的家中，强奸了他的学生，阿尔泰米西娅向人呼救。阿尔泰米西娅的父亲奥拉齐奥·真蒂莱斯基起诉阿戈斯蒂诺·塔西，指控他夺走他唯一女儿的童贞。
在审判期间，阿尔泰米西娅叙述了与塔西的争吵，以及自卫的努力，还说“在他完事后，他摆脱了我。当我看到自己自由时，我走到桌子抽屉里，拿起一把刀，走向阿戈斯蒂诺，说，我想用这把刀杀了你，因为你羞辱了我。”
所以这幅阿尔泰米亚真蒂莱斯基画出的朱迪斯有着更强的力量感没有任何的犹豫和恐惧 她把自己的痛苦和同情注入到了画里和画中的朱迪斯拥有同样的灵魂.
在友第德和何乐弗尼的后来版本中，阿尔泰米西娅增加了一个细节，更确证阿尔泰米西娅就是友第德的观点。友第德佩戴的手镯上描绘的是处女神阿耳忒弥斯，小心翼翼地保护她的童贞，那些试图羞辱或强奸她的人，都遭遇了暴力的结局。